# Hilde Spiel
Hilde Spiel (Hildegard Maria Spiel); (pseudonimi: Grace Hanshaw e Jean Lenoir); Vienna, 19 ottobre 1911 – Vienna, 30 novembre 1990) è stata una scrittrice e giornalista austriaca naturalizzata britannica, spesso definita la "grande dame della letteratura austriaca" per la sua versatilità.

## Biografia
Hilde Spiel nacque a Vienna nell'ottobre del 1911, in una ricca famiglia di ebrei assimilati della classe medio-alta. Suo nonno paterno viveva nel 1º distretto della capitale e lavorava qui come commerciante. Suo padre, Hugo F. Spiel, era un ingegnere e un ufficiale austro-ungarico durante la prima guerra mondiale, sua madre era Marie (nata Gutfeld). Trascorse i primi dieci anni della sua vita in un appartamento con giardino sulla Probusgasse a Heiligenstadt nel 19° distretto, dove la famiglia di sua madre aveva vissuto per generazioni, e poi tra Arenbergpark e Fasangasse nel 3° distretto.
Nel 1928 – all'età di diciassette anni – Spiel fece il suo debutto sulla scena delle caffetterie viennesi. Dopo essersi diplomata alla Scuola della Foresta Nera, dove insegnavano, tra gli altri, Arnold Schönberg, Adolf Loos e Oskar Kokoschka, divenne collaboratrice del quotidiano Neue Freie Presse e studiò filosofia all'Università di Vienna sotto Moritz Schlick e Charlotte e Karl Bühler. Dal 1933 al 1935 lavorò presso il Centro di ricerca di psicologia economica dell'Università di Vienna, si unì al Partito Operaio Socialdemocratico d'Austria nel 1933, che fu bandito nel 1934, e scrisse i suoi primi due romanzi, Kati auf der Brücke, per il quale fu insignita del "Premio Julius Reich", e Confusione sul lago Wolfgang. Durante la rivolta operaia, Spiel pensò per la prima volta all'esilio.

### Emigrazione a Londra
Nel 1936, Hilde Spiel conseguì il dottorato in filosofia all'Università di Vienna con Versuch einer Darstellungstheorie des Films ("Tentativo di una teoria rappresentativa del cinema"),  sposò lo scrittore e giornalista Peter de Mendelssohn ed emigrò con lui a Londra a causa della politica antisemita in Austria. Lì, alcuni dei suoi racconti, tradotti in inglese da suo marito, furono pubblicati sul Daily Express. Dal matrimonio nacquero due figli, nel 1939 la figlia Christine (in seguito Shuttleworth), ora traduttrice e indicizzatrice, e nel 1944 il figlio Felix de Mendelssohn, che sarà uno psicoanalista a Vienna e Berlino. Nel 1941, Hilde Spiel divenne una suddita britannica e dal 1944 collaborò regolarmente con la rivista New Statesman.

### Pendolare con l'Europa
Il 30 e 31 gennaio 1946, indossando l'uniforme dell'esercito britannico, volò a Vienna su un aereo militare, come corrispondente di guerra per il New Statesman. La sua intenzione dichiarata era quella di "confrontare la mia vita presente con il mio passato, mettere alla prova la mia lealtà e sottoporre i miei poteri emotivi a un esperimento". A Vienna incontrò, tra gli altri, il pittore ceco Josef Dobrowsky, il consigliere comunale comunista responsabile degli affari culturali Viktor Matejka e il giovane critico culturale Hans Weigel, che era tornato dall'esilio. Visitò il leggendario caffè degli intellettuali Café Herrenhof e anche i campi profughi in Carinzia e la città italiana di Udine, a quel tempo sotto l'occupazione britannica.
Il 7 marzo 1946 tornò a Londra e scrisse gli appunti che aveva preso sulle sue osservazioni a Vienna come un report di viaggio. Fu solo alla fine degli anni '60 che tradusse il suo report dall'inglese al tedesco, modificandolo e ampliandolo in modo sostanziale; è stato pubblicato nel 1968 con il titolo Rückkehr nach Wien ("Ritorno a Vienna"). Il racconto, secondo una recensione, era un "autoesame e un esame di una città, un misto di istantanee personali e storiche. Il tutto scritto nello stile cristallino e diretto della precisione poetica e analitica già così tipico di Spiel". Nel 1946 tornò altre tre volte sul "continente" (Parigi, Budapest, Bressanone, Norimberga) e poco dopo si stabilì a Berlino con la famiglia fino al 1948. Qui è stata attiva come critica teatrale per Die Welt e per il New Statesman, La France Libre, il Tagesspiegel di Berlino e il settimanale sie. Dopo il suo ritorno in Gran Bretagna, Spiel lavorò come corrispondente culturale per la Neue Zeitung, la Süddeutsche Zeitung, il Tagesspiegel, la Weltwoche, il The Guardian, il Theater heute e per la radio. Nel dopoguerra fu una delle più importanti critiche letterarie di lingua tedesca e promosse, tra gli altri, la svolta dello scrittore austriaco Heimito von Doderer. Ha avuto per decenni un rapporto conflittuale di tipo ideologico con il premio Nobel Elias Canetti e Friedrich Torberg. Al contrario, annoverò molti scrittori eccezionali tra i suoi amici intimi, in particolare il drammaturgo e romanziere Thomas Bernhard.
Nel 1962 scrisse anche un'opera di storia culturale, il preferito tra i suoi libri: la biografia Fanny von Arnstein oder die Emanzipation ("Fanny von Arnstein: una figlia dell'Illuminismo, 1758-1818"). Il lavoro venne descritto come "un notevole documento storico (...) il ritratto, non solo di una delle donne più brillanti e affascinanti del suo tempo, ma di un'intera epoca della cultura e della storia europea". Spiel fu anche un'illustre traduttrice in tedesco di romanzi e drammi in lingua inglese.

### Ritorno in Austria
Nel 1963 tornò in Austria, dove continuò a lavorare come corrispondente culturale per la Frankfurter Allgemeine Zeitung (FAZ), pubblicò diversi volumi di saggi e le sue memorie e già dal 1955 aveva una seconda casa a St Wolfang, nell'Alta Austria.Sempre nel 1963 si separò da Peter de Mendelssohn, Divorziarono nel 1970. Quindi Hilde si sposò, dal 1972 fino alla morte di lui nel 1981, con lo scrittore e pensionato della BBC Hans Flesch von Brunningen. Negli anni '80 trascorse un altro anno a Londra come corrispondente della FAZ.

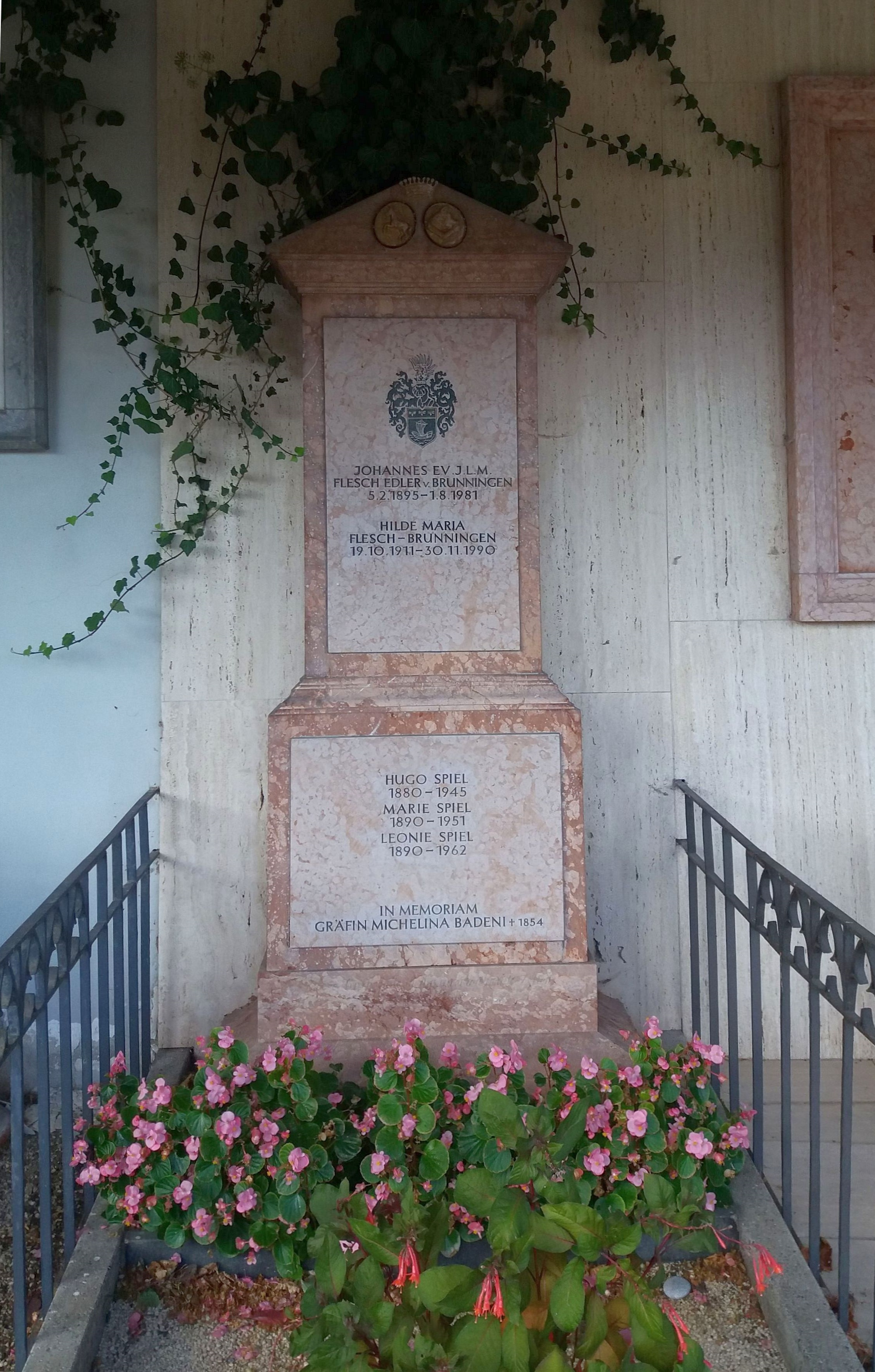
Tomba delle famiglie Flesch-Brunningen e Spiel al cimitero di Bad Ischl

Hilde Spiel fu membro del Centro austriaco PEN e sua segretaria generale dal 1966 al 1971. Nel 1971 assunse la carica di vicepresidente, e dopo le dimissioni di Alexander Lernet-Holenia nel 1972, e su suo suggerimento, si candidò alle elezioni presidenziali. Tuttavia, la sua elezione fu bloccata da un'iniziativa condotta principalmente da Friedrich Torberg, (da lei definito "amico-nemico") che cercò di convincere alcuni dei suoi amici a pubblicare attacchi contro Hilde Spiel. Dopo essersi dimessa dal PEN Centre austriaco per protesta, si unì al centro tedesco e rimase attiva nel PEN internazionale, in particolare, insieme a Heinrich Böll, nel suo Comitato degli scrittori in carcere. Inoltre entrò a far parte della Grazer Autorenversammlung, oggi la più grande associazione di scrittori in Austria, dove divenne difensore e mentore di giovani scrittori controversi, come Wolfgang Bauer e Peter Turrini. Diventò anche membro attivo dell'Accademia tedesca di lingua e letteratura di Darmstadt.

## Morte
Hilde Spiel morì a Vienna nel 1990. Come i suoi genitori e il suo secondo marito, Hans Flesch von Brunningen, fu sepolta nel cimitero di Bad Ischl. La sua lapide riporta il suo nome come Hilde Maria Flesch-Brunningen. Il lascito di Hilde Spiel è conservato nell'Archivio della Letteratura della Biblioteca Nazionale Austriaca di Vienna.

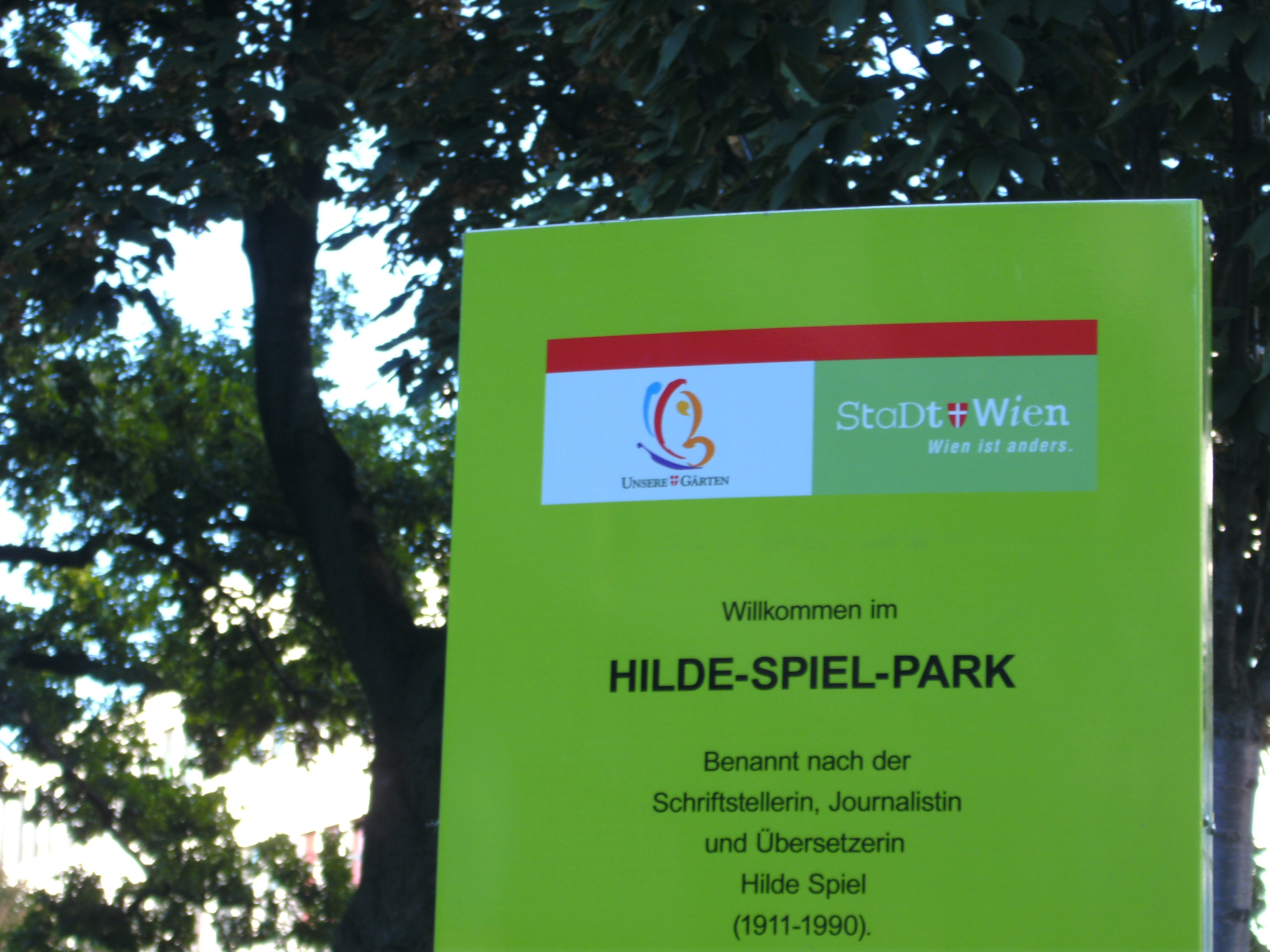
Targa nel parco giochi Hilde di Vienna

Il parco giochi Hilde nel 19º distretto di Vienna è stato intitolato a lei.

## Premi e onorificenze
- 1934 - Premio Julius Reich
- 1962 - Croce Federale al Merito di Prima Classe
- 1972 - Croce d'onore austriaca per la scienza e l'arte, prima classe
- 1972 - Medaglia d'Oro d'Onore per i servizi resi alla Provincia di Vienna
- 1976 - Premio della Città di Vienna per il giornalismo
- 1978 - Medaglia d'oro al merito del Land di Salisburgo
- 1981 - Premio Johann Heinrich Merck
- 1981 - Premio Roswitha
- 1981 - Premio Donauland
- 1985 - Gran Croce al Merito della Repubblica Federale di Germania
- 1985 - Premio Peter Rosegger
- 1986 - Premio Ernst Robert Curtius
- 1986 - Conferimento onorario del Circolo Culturale della Federazione delle Industrie Tedesche
- 1988 - Gran Premio letterario dell'Accademia bavarese di belle arti
- 1989 - Premio letterario Friedrich Schiedel
- 1990 - Medaglia Goethe
- 2003 - Hilde-Spiel-Gasse a Vienna-Liesing

## Opere
- Kati auf der Brücke, Berlino, 1933. Nuova edizione: Edition Atelier, Vienna 2012, ISBN 978-3-902498-58-8.
- Verwirrung am Wolfgangsee, Lipsia, 1935
- Flöte und Trommeln, Vienna 1947
- Der Park und die Wildnis, Monaco di Baviera, 1953
- Londra, Monaco di Baviera, 1956 (con la fotografa Elisabeth Niggemeyer)
- Laurence Olivier, Berlino, 1958
- Welt im Widerschein, Monaco di Baviera, 1960
- Fanny von Arnstein oder Die Emanzipation, Francoforte sul Meno, 1962
- Lisas Zimmer, Monaco di Baviera, 1965
- Verliebt in Döbling, Vienna, 1965 (con Franz Vogler)
- Rückkehr nach Wien, Monaco di Baviera, 1968
- Wien, Monaco di Baviera, 1971
- Städte und Menschen, Vienna, 1971
- Kleine Schritte, Monaco di Baviera, 1976
- Mirko und Franca, Monaco di Baviera, 1980
- Die Früchte des Wohlstands, Monaco di Baviera, 1981
- In meinem Garten schlendernd, Monaco di Baviera, 1981
- Englische Ansichten, Stoccarda, 1984
- Ortsbestimmung, Weilheim, 1984
- Der Mann mit der Pelerine und andere Geschichten, Bergisch Gladbach, 1985
- Der Baumfrevel, Stoccarda, 1987
- L'autunno dorato di Vienna, Londra, 1987
- Anna und Anna, Vienna, 1988
- Venedig, Theater der Träume, Monaco di Baviera, 1988 (con Giosanna Crivelli e Thomas Klinger)
- Die hellen und die finsteren Zeiten, Monaco di Baviera, 1989
- Welche Welt ist meine Welt? Monaco di Baviera, 1990
- Die Dämonie der Gemütlichkeit, Monaco di Baviera, 1991
- Das Haus des Dichters. Literarische Essays, Interpretationen, Rezensionen, List, Monaco di Baviera, 1992
- Hilde Spiel – die grande dame, Gottinga, 1992 (con Anne Linsel)
- Briefwechsel, Monaco di Baviera, 1995